# 胱天蛋白酶11
鼠类胱天蛋白酶11（英语：Caspase 11）及其人类同源物胱天蛋白酶4和5是哺乳动物细胞内受体蛋白酶，在先天免疫反应过程中由TLR4和TLR3信号传导激活。胱天蛋白酶11也被称为非经典炎症小体，由TLR3/TLR4-TRIF信号传导激活，并直接结合胞质溶胶脂多糖（LPS），这是革兰氏阴性细菌细胞壁的主要结构元素。已知通过LPS激活胱天蛋白酶11会导致其他胱天蛋白酶的激活，从而导致败血性休克、细胞焦亡，甚至是机体死亡。

## 历史
LPS是一种已知的先天免疫反应激活剂。细胞外的LPS会与细胞表面受体TLR4产生特异性结合。它们的结合随后引起MyD88和TRIF信号通路的启动，导致促炎分子和细胞因子的表达。由于对 LPS 的免疫反应过度活跃，这些炎症介质会导致宿主中毒性休克和败血症。直到最近，TLR4被认为是LPS的唯一受体。
然而，2013年的研究表明，用TLR3配体聚肌胞苷酸治疗的TLR4基因剔除小鼠仍然死于LPS治疗引起的中毒性休克。相反，还发现经聚肌胞苷酸处理的TLR4和胱天蛋白酶11双剔除小鼠不会因LPS而发生中毒性休克。这些结果表明TLR4不是唯一的LPS受体，胱天蛋白酶11也会对LPS的存在做出反应。胱天蛋白酶11随后被证明是一种胞质蛋白，仅对细胞内胞质LPS做出反应。
尽管人们认为胱天蛋白酶11仅由TLR4激活，但这些实验表明它实际上是由TLR4和TLR3刺激介导的TRIF信号激活的。因此，即使在没有TLR4的情况下，只要提供替代的TRIF依赖性信号（例如，通过TLR3），胱天蛋白酶11也可以介导宿主LPS感应。

## 机制
TRIF激活对于胱天蛋白酶11前体（活性胱天蛋白酶11的非活性前体）表达的上调和胱天蛋白酶11介导的细胞焦亡是必要的。一旦表达，胱天蛋白酶11只能结合胞质内LPS，而不能对细胞外LPS做出反应。胱天蛋白酶11只能识别LPS的六酰化和五酰化形式。LPS通过革兰氏阴性细菌的液泡胞内感染进入细胞膜。这些细菌激活IFN诱导的鸟苷酸结合蛋白，该蛋白被认为通过促进液泡裂解和细菌及其产生的LPS释放到细胞质中来介导胱天蛋白酶11的激活。
令人惊讶的是，最近的研究表明，LPS激活胱天蛋白酶11并非通过受体/支架介质，而是通过直接与胱天蛋白酶11的CARD结构域结合来激活它。这种机制与经典炎症小体的机制相反，在经典炎症小体中，细菌配体通过上游感应蛋白激活胱天蛋白酶1，这就是胱天蛋白酶11通常被称为非经典炎症小体的原因。通过直接结合LPS激活胱天蛋白酶11代表了一种新颖且前所未有的胱天蛋白酶激活机制。
胱天蛋白酶11的激活会导致细胞焦亡，这是一种溶解性细胞死亡形式，会从胞质溶胶中释放ATP、HMGB1和白细胞介素1α等炎症分子。通常还会产生炎症细胞因子，例如白细胞介素1β和白细胞介素-18。胱天蛋白酶11下游的白细胞介素1β的产生需要另一种经典炎症小体，称为NLRP3炎症小体，它可以激活胱天蛋白酶1。目前尚不清楚将胱天蛋白酶11与NLRP3联系起来的机制。
焦亡被认为是一种通过将感染焦亡细胞的胞质细菌暴露于细胞外免疫防御（包括中性粒细胞等其他免疫细胞）来提供免疫防御的机制。虽然胱天蛋白酶11介导的细胞焦亡可以防御病原体，但它也被证明会对宿主造成损害。
胱天蛋白酶11的CARD结构域已被证明与AIP-1和丝切蛋白结合以促进肌动蛋白解聚。此外，与吞噬体周围的肌动蛋白细胞骨架的结合有助于溶酶体的酸化。

## 化学反应
胱天蛋白酶11（EC 3.4.22.64，CASP-11）是一种蛋白酶，其首选的裂解序列为(Ile/Leu/Val/Phe)-Gly-His-Asp，对于P1位置严格要求有Asp。

## 医学相关性
胱天蛋白酶11似乎可以针对进入或接近宿主细胞胞质的细菌提供免疫防御。胱天蛋白酶11已被证明可被类鼻疽伯克氏菌激活，这是一种在东南亚土壤中发现的革兰氏阴性细菌，可导致严重的类鼻疽。胱天蛋白酶11已在体外被证明可被弗氏志贺氏菌感染激活，而志贺氏菌感染的豚鼠模型已被证明可激活胱天蛋白酶11的人类同源物胱天蛋白酶4。对于通常不进入宿主细胞质的细菌，如果革兰氏阴性细菌异常地逃离液泡并进入细胞质，则胱天蛋白酶11会以延迟动力学激活。
已经证明胱天蛋白酶11在脓毒症的小鼠模型中会导致致命结果。如果太多宿主细胞由于释放的细胞质内容物过度刺激免疫系统或宿主细胞耗竭而发生焦亡，则可能发生中毒性休克和败血症。尽管HMGB1释放被认为发挥了一定作用，但细胞焦亡导致感染性休克和死亡的机制尚不清楚。